# ゲオルギー・アレクサンドロヴィチ
ゲオルギー・アレクサンドロヴィチ（ロシア語: Гео́ргий Алекса́ндрович, 1871年5月9日 - 1899年7月10日）は、ロシアの皇族、ロシア大公。ツェサレーヴィチ（1894年 - 1899年）。アレクサンドル3世の三男。

## 生涯
1871年5月9日、ツェサレーヴィチであったアレクサンドル・アレクサンドロヴィチ大公とその妃マリヤ・フョードロヴナの間に三男（第3子）として生まれた。洗礼名は母方の伯父であるギリシャ王ゲオルギオス1世にちなんだもの。子供の頃、ゲオルギーは兄ニコライよりも丈夫で健康だった。ゲオルギーは小柄な兄と違って背が高く、ハンサムで非常に陽気な性格だった。母親を困らせて自分にかかりきりになってもらうため、彼はいつもなにか悪戯をしでかしていた。兄弟たちと同様、ゲオルギーはイギリス式のスパルタ教育を受けた。兄弟は軍隊式のベッドで眠り、毎朝6時に起こされて冷たい風呂に入れられた。ただし、時々は母のバスルームにある温かい風呂に入れてもらえた。ニコライとゲオルギーは居間、ダイニング・ルーム、遊び部屋と寝室を共有していたが、どの部屋も質素にしつらえてあった。母のマリヤはゲオルギーに家族生活の重要性を教え込んだ。両親の幸福な結婚生活のおかげで、ゲオルギーは多くの王家には存在しない愛情と安心に満たされた家庭で育つことになった。
1883年5月27日、ゲオルギーの両親はモスクワのクレムリンの中にあるウスペンスキー大聖堂で戴冠し、皇帝と皇后になった。ニコライとゲオルギーも正装して両親の戴冠式に出席し、一族とともに皇帝夫妻となった両親に忠誠を誓った。早世したゲオルギーにとって、両親の戴冠式は経験できた数少ない大がかりな儀式となった。

### 青年期
ゲオルギーは皇帝夫妻の子供たちの中では一番利発だと思われており、また母親に似て社交的だった。ゲオルギーとニコライは同じ家庭教師に勉強を見てもらっていたが、勉強部屋は隣り合った別の部屋で行われた。二人はそろってロシア参謀幕僚大学の課程に進んだ。二人には選りすぐりの優秀な家庭教師たちがついていた。兄弟の英語教師チャールズ・ヒースは、一番年の若い叔父たち、セルゲイ大公とパーヴェル大公の家庭教師を務めたことのある人物だった。ゲオルギーとニコライは英語を完璧にマスターした。ヒースはまた皇子たちにスポーツに対する情熱を植え付け、兄弟は特に狩猟や釣りに熱中した。兄弟はまたフランス語にも堪能だったし、ドイツ語とデンマーク語もある程度は使えた。1890年、海軍への入隊を控えたゲオルギーには生涯の持病となる結核の症状が現れた。

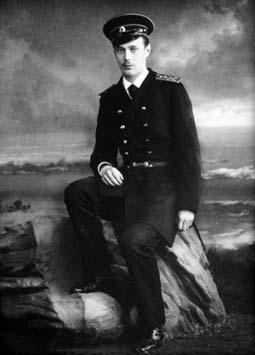
ゲオルギー大公（1890年）

1890年、皇帝夫妻はニコライとゲオルギーを9カ月に及ぶ日本への視察旅行に赴かせることにした。ゲオルギーは海軍士官候補生として、ニコライは世界の様々な場所を見ることで帝王学を修めるためにそれぞれ赴くことになった。母のマリヤ皇后はゲオルギーの病が温暖な気候の異国の地で多少とも和らぐことを望んでいた。兄弟は1890年11月4日にガッチナを出発した。ニコライとゲオルギーは戦艦でまず初めにギリシャの首都アテネに行き、そこで母方の従兄であるギリシア王子ゲオルギオスが同乗した。三人がアテネを発ってエジプトに赴き、インドのボンベイに着いた時、ゲオルギーは気管支炎を発症して倒れたため、アテネに連れ戻されてすぐに皇帝の侍医の診察を受けた。一方で、日本に着いたニコライも大津事件に遭遇し、大怪我を負うことになった。

### ツェサレーヴィチ
1894年11月に父アレクサンドル3世が崩御すると、兄がニコライ2世として即位した。ニコライは未婚で子供もいなかったため、帝位継承法に則ってゲオルギーがツェサレーヴィチとなった。ゲオルギーは相変わらず体調が悪く、カフカース地方の保養地アバストゥマニで療養していた。医者が長期旅行を禁じたため、ゲオルギーはサンクトペテルブルクに戻ってアレクサンドル3世の埋葬式に出席することは出来なかった。ゲオルギーはオリガ、タチアナ、マリヤといった姪たちの洗礼にも立ち会えずじまいだった。ゲオルギーの孤独な生活の大きな慰めは、母マリヤが時おりアバストゥマニへ見舞いにやって来ることだった。
1899年8月9日、アバストゥマニにおいて28歳で急死した。ゲオルギーは自転車で数時間ほど散歩をしに出かけたが、遅くなっても戻らず、心配したお付きの者たちは大公を探しに出かけた。彼らがゲオルギーを発見した時はすでに遅かった。ある農婦が大公が道端に倒れているのを見つけたが、彼は口から血を流して呼吸困難に陥っていた。農婦は大公が息を引き取るまで彼を介抱した。マリヤ皇太后は息子が死んだと聞くと卒倒し、兄のニコライ2世も幼い頃からずっと一緒だった弟の死を深く嘆いた。

## 死後
ニコライ2世は、ゲオルギーの抜群に秀でたユーモアのセンスをしばしば懐かしんだ。ゲオルギーは面白い冗談を言っては兄を非常に面白がらせたのだった。ニコライ2世は死んだ弟の残した最も面白いジョークを選りぬいて紙に書き残し、それらの紙を箱に入れて保存していた。晩年のニコライ2世はその箱から紙片を取り出しては、自分の部屋で一人笑っていたという。
ゲオルギーの死後、その次の弟ミハイルが帝位継承者となったが、彼にはツェサレーヴィチの称号は与えられず、1904年に生まれたニコライ2世の一人息子アレクセイが次のツェサレーヴィチとなった。1910年、ミハイルは生まれた自分の息子に次兄と同じゲオルギーの名前を付けた。このゲオルギーも1931年にフランスで交通事故に遭い20歳で死亡した。彼の死によりアレクサンドル3世の男系子孫は絶えた。